# バニシングレーサー
『バニシングレーサー』は1991年7月26日にジャレコが発売したゲームボーイソフト。ジャンルはアクションゲーム。

## ストーリー
自動車のサブロッくんは持ち主のおじいさんにとても大切にされてきたが、おじいさんが亡くなると廃車とされてしまい、街外れのゴミ捨て場でスクラップとしてゴミに埋もれてしまっていた。

ある夜、彼は「走りたい…もう一度走りたい…」「もう一度だけ、誰にも運転されることなく、自由に走らせて下さい」と流れ星に願いをかける。そんなサブロッくんのもとに流れ星が落ち、女神が現れる。女神は魔法でサブロッくんに新たな命を与えると、アメリカ各地で暴れ回る悪い車たちを退治するよう頼むのだった。

アメリカの平和を守るため、サブロッくんの旅が始まる。

## ゲーム内容
360ccの軽自動車、サブロッくんが女神の頼みを受け、悪の暴走車を倒しながらアメリカ大陸を横断していく横スクロールのアクションゲームである。敵を踏みつけで倒して進んでゆく場面のほか、空を飛んだり水中を進む場面もある。
操作は十字キーの左右で移動、Ａボタンでジャンプ、Ｂボタンでダッシュとなっている。ダッシュは前方にキ－を入れながらボタンを押すと短距離を素早く移動する、というものであり、地上のほかに空中でもダッシュ移動を行う事が可能である。なお、サブロッくんは振り向く事ができず、左側に十字キーを入力した際は後退し、また後方にダッシュする事もできなくなっている。
スコアが一定量に達するごとに1UPし、また敵を4体連続で踏みつけて倒す事でも1UPする。そのほか、タイムの概念はあるが、ゼロになったとしてもミスにはならない。タイムを残してクリアすると、タイムボーナスが得られる。
敵やトゲに接触する、穴に落ちる、地形に挟まれるなどすると1ミス、残機が全て無くなるとゲームオーバー。コンティニューした場合、ゲームオーバーになったステージのエリア1からの再開となる。コンティニューは無限にする事が可能。
アイテム
本作のアイテムを記述する。エリア内には隠し部屋が存在する場合があり、その中にて各種アイテムを入手できる。
- ワンナップ：残機が1つ増える。
- ウイング：サブロッくんに翼が生え、Aボタン連打で羽ばたいて空を飛ぶことができる。
- スーパーチャージャー：一定時間無敵になり、体当たりで敵を倒す事が出来るようになる。

## ステージ
本作のステージについて記述する。全5ステージで、各ステージは3つのエリアに分かれており、奇数ステージの最後にはボスが待ち受けている。
ステージ1　サンフランシスコ
エリア1は高層ビルの立ち並ぶサンフランシスコ市街が舞台。エリア2は空を飛んでサクラメント川を越え、エリア3ではシェラネバダ山脈のトンネルを進んでいく。
ステージ2　ラスベガス
カジノの街ラスベガス。スロットマシーン型の敵が登場する。エリア1は市内のカジノ、エリア2は遊園地の入り口、エリア3は遊園地が舞台。エリア3では樽を投げてくるゴリラの姿をした看板などが行く手を阻む。
ステージ3　デンバー
エリア1、3は広大な牧場地帯が舞台。エリア2は洞窟を進む。UFOの目撃情報が多い土地のためか、UFOのような敵も登場する。
ステージ4　デトロイト
エリア1はミシガン湖を進む。動く浮き島や水位が増減する箇所などが行く手を阻む。エリア2は湖底が舞台で、水中を進む。エリア3はプレス機やコンベアなどの配置された自動車工場の内部を舞台。
ステージ5　ニューヨーク
エリア1は夜景をバックに摩天楼を進む。エリア2はニューヨークの地下鉄が舞台、巨大な列車が突進してきたり、カメの姿をした雑魚敵が行く手を阻む。エリア3は敵の大ボスの基地で、強制スクロールのエリアとなる。

## スタッフ
- かんがえたひと(企画):たきした しょうじ(滝下尚史)
- えをかいたひと(グラフィック):おもたに ともじ(面谷知志)
- さっきょくしたひと(音楽):すずき やすゆき(鈴木康行)
- ぷろぐらみんぐしたひと(プログラム):いがくら やすお(猪ヶ倉康雄)、DAN SUMMI CLUB、G-132

## 評価
ゲーム誌『ファミコン通信』の「クロスレビュー」では合計26点（満40点）となっている。

## 関連作品
- つるピカハゲ丸 めざせ!つるセコの証(1991年) - ニューヨークステージ冒頭にて本作の女神が登場する。